# مايكل بريني فيري
مايكل بريني فيري (بالإيطالية: Michael Brini Ferri)‏ (18 يوليو 1989 بفيرارا في إيطاليا - ) هو لاعب كرة قدم إيطالي في مركز الوسط. لعب مع نادي فياريجو وCamaiore Calcio ASD ‏.

## وصلات خارجية
- مايكل بريني فيري على موقع قاعدة بيانات كرة القدم.إي يو (الإنجليزية)
- مايكل بريني فيري على موقع Soccerway.com (الإنجليزية)